# Карпов Вадим Юрійович
Вадим Юрійович Карпов (рос. Вадим Юрьевич Карпов; нар. 14 липня 2002, Котлас, Архангельська область, Росія) — російський футболіст, захисник російського клубу ЦСКА (Москва).

## Клубна кар'єра

### Ранні роки
Народився в 2002 році в Котласі, Архангельська область. Батько — Юрій Карпов працював начальником постачання в віконній компанії, на аматорському рівні грав у баскетбол. У рідному Котласі Вадим півтора року займався рукопашним боєм, а також захоплювався футболом, але згодом сім'я переїхала в Санкт-Петербург, щоб син зміг серйозно займатися футболом. Спочатку займався в школі «Зміна», де тренер перевів його з позиції нападника на воротаря. Однак батько був проти цього і віддав сина в СДЮШОР «Зеніт». У 15 років Карпов проходив перегляд у московському «Локомотиві». У той же час його запросили в молодіжну команду ЦСКА, де в підсумку й залишився.

### ЦСКА
C 2018 року Карпов виступав за ЦСКА в молодіжній першості.
За основний склад команди дебютував 19 вересня 2019 року, вийшовши в стартовому складі на гостьовий матч групового етапу Ліги Європи проти болгарського клубу «Лудогорец» (1:5). У дебютному матчі провів на полі всі 90 хвилин й отримав попередження. Три дні потому Карпов відіграв весь матч проти «Краснодара» (3:2) в російській Прем'єр-лізі. Таким чином, став першим гравцем 2002 року народження, а також наймолодшим захисником (17 років і 70 днів) в історії російської Прем'єр-ліги.
Головний тренер ЦСКА Віктор Гончаренко після чергової проведеної Карповим в основному складі гри (проти угорського «Ференцвароша» в Лізі Європи 8 листопада 2019 року) зазначив серед достоїнств гравця вміння тверезо оцінювати ситуацію й добре вступати у відбір.
18 жовтня 2020 року в матчі 11 туру сезону 2020/21 років проти московського «Динамо» (3:1) на 16-ій хвилині гри отримав травму носа в єдиноборстві з В'ячеславом Грульовим, після чого покинув поле, стікаючи кров'ю. У нього діагностували перелом носа зі зміщенням, а також — струс мозку й закрита черепно-мозкова травма.
4 листопада 2020 року ЦСКА оголосив про продовження контракту з Карповим до закінчення сезону 2024/25 років.

## Кар'єра в збірній
Учасник відбіркового турніру чемпіонату Європи 2019 роки (U-17), який Росія успішно пройшла, але в заявку на основний турнір не потрапив.

## Статистика виступів

### Клубна
| Сезон             | Команда           | Чемпіонат         | Чемпіонат | Чемпіонат | Нац. кубок | Нац. кубок | Нац. кубок | Єврокубки | Єврокубки | Єврокубки | Інші кубки | Інші кубки | Інші кубки | Загалом | Загалом | Загалом |
| Сезон             | Команда           | Змаг              | Матчі     | Голи      | Змаг       | Матчі      | Голи       | Змаг      | Матчі     | Голи      | Змаг       | Матчі      | Голи       | Матчі   | Голи    |         |
| ----------------- | ----------------- | ----------------- | --------- | --------- | ---------- | ---------- | ---------- | --------- | --------- | --------- | ---------- | ---------- | ---------- | ------- | ------- | ------- |
| 2019-2020         | ЦСКА (Москва)     | ПЛ                | 13        | 0         | КР         | 1          | 0          | ЛЄУ       | 5         | 0         |            | -          | -          | 19      | 0       |         |
| 2020-2021         | ЦСКА (Москва)     | ПЛ                | 7         | 0         | КР         | 0          | 0          | ЛЄУ       | 0         | 0         |            | -          | -          | 7       | 0       |         |
| Усього за кар'єру | Усього за кар'єру | Усього за кар'єру | 20        | 0         |            | 1          | 0          |           | 5         | 0         |            | -          | -          | 26      | 0       |         |